# Pachyagrotis wichgrafi
Pachyagrotis wichgrafi är en fjärilsart som beskrevs av Corti och Max Wilhelm Karl Draudt 1933. Pachyagrotis wichgrafi ingår i släktet Pachyagrotis och familjen nattflyn. Inga underarter finns listade i Catalogue of Life.